# Rose Murphy (dragqueen)
Rose Murphy is een dragqueen en de artiestennaam van Eric Knijpstra (Utrecht, 4 september 1967).
Rose Murphy is in Nederland bekend geworden van haar diverse dragshow-optredens. Zo heeft zij tijdens de Nachtsuite al regelmatig acte de présence gegeven en begin 2009 werd er tijdens de Meiden van Haram uitgebreid aandacht aan haar besteed. Sinds 2001 heeft Rose zich ingezet om de showtravestie uit de taboesfeer te halen.
In 2009 werd Rose tot miss Travestie 2009 verkozen. Naast haar live optredens zet zij zich in om dragqueen gerelateerde evenementen meer bekendheid te geven. Sinds 2013 schrijft Rose Murphy haar eigen songteksten en muziek en geeft ze onder de naam 'Dragpalace' muziek uit, om verwarring met de jazzzangeres Rose Murphy (1913-1989) te voorkomen.

## Singles
- Are You Ready For Me (2013)
- Are You Ready For Me - Matt Pop Remix (2014)
- Gouden Bergen (2015)
- Breng de Glamour Terug / Get the Glamour Back (2015)
- Dans met mij op straat (2020)
- Corona (2021)
- Join The Party Gang (2022)
- After The Love Has Gone (2022)
- A Queen To Die For (2023)